# Undine (Reinecke)
La Sonata Undine (Op 167) di Carl Reinecke, è una sonata per flauto e pianoforte composta nel 1882. Nel 1885 l'autore ne pubblicò anche una versione per clarinetto e pianoforte.

## Movimenti
- Allegro
- Intermezzo
- Andante
- Finale

## Il racconto
La sonata si basa sulla fiaba Undine di Friedrich de la Motte Fouqué, un racconto romantico del 1811 che narra la tragica storia di un'ondina, spirito acquatico del folclore germanico. Undine, figlia del Re del Mare, abbandona il suo ambiente per cercare un amore umano che le consentirà di ottenere un'anima immortale. Ritrovatasi bambina sulla terra, viene allevata da un pescatore e da sua moglie. Cresciuta, trova l'amore nel cavaliere Hulbrand, che presto sposa. Hulbrand, anche dopo essere venuto a conoscenza della vera natura di Undine, le giura amore eterno. Lo zio di Undine, Kuhleborn, la mette in guardia contro il suo amore umano: se mai subirà un torto da Hulbrand, lei dovrà tornare al mare per sempre e lui dovrà morire. La loro vita insieme sarebbe felice, ma la ex fidanzata di Hulbrand interviene a guastare l'idillio, finché Hulbrand torna al vecchio amore ed arriva a trattare male Undine. Questo segna il destino di entrambi: gli spiriti dell'acqua esigono la loro vendetta e dovrà essere proprio Undine a uccidere Hulbrand con un bacio mortale.
Nel primo movimento è rappresentato il mondo sottomarino in cui vive Undine; il secondo movimento rappresenta la sua "infanzia" sulla terra; Il terzo movimento è il tema dell'amore con Hulbrand, con un intermezzo agitato che rappresenta la minaccia di Kuhleborn; Il drammatico finale vede il tradimento di Hulbrand, la rabbia e la vendetta degli spiriti, il dolore di Undine.

## Discografia
- Emmanuel Pahud, Yefim Bronfman, Brahms: Sonatas Op. 120, No. 1 & No. 2 and Reinecke Sonata Op. 167, EMI Classics: 0094637370827, 94637370858 Digital.
- Jean-Pierre Rampal, Robert Veyron-Lacroix Apex - 2564623622.
- James Galway At The Waterfront, Warner Classics: 5144286952 (DVD Video).